# Ajuda (Peniche)
Ajuda is een plaats (freguesia) in de Portugese gemeente Peniche en telt 8660 inwoners (2001).